# 1993-as női labdarúgó-Európa-bajnokság
Az 1993-as női labdarúgó-Európa-bajnokság négyes döntőjét Olaszországban rendezték június 29-e és július 4-e között. A norvég csapat nyerte a tornát, története során másodszor. Ez volt az ötödik női labdarúgó Eb.

## Eredmények
A selejtezőből négy csapat jutott ki a tornára. Az elődöntő győztesei játszották a döntőt, a vesztesek a bronzéremért mérkőzhettek.

### Elődöntők
| 1993. június 29. |

| Norvégia     | 1–0   | Dánia |
| ------------ | ----- | ----- |
| Andersen 63' | (0–0) |       |

| Sportilia, Santa Sofia Nézőszám: 1000 |

| 1993. június 30. |

| Olaszország   | 1–1 (h. u.)     | Németország |
| ------------- | --------------- | ----------- |
| Morace 63'    | (1–0, 1–1, 1–1) | Mohr 56'    |
| Büntetőpárbaj |                 |             |
|               | 5–4             |             |

| Stadio Romeo Neri, Rimini Nézőszám: 3000 |

### Bronzmérkőzés
| 1993. július 3. |

| Dánia                        | 3–1   | Németország |
| ---------------------------- | ----- | ----------- |
| Mackensie 10' 42' Nissen 35' | (3–1) | Meinert 31' |

| Stadio Alfiero Moretti, Cesenatico Nézőszám: 500 |

### Döntő
| 1993. július 4. |

| Norvégia    | 1–0   | Olaszország |
| ----------- | ----- | ----------- |
| Hegstad 77' | (0–0) |             |

| Dino Manuzzi Stadion, Cesena Nézőszám: 7000 Játékvezető: Alfred Wieser (osztrák) |

| Az 1993-as női labdarúgó-Európa-bajnokság győztese |
| -------------------------------------------------- |
| NORVÉGIA 2. cím                                    |